# Friedrich Grelle

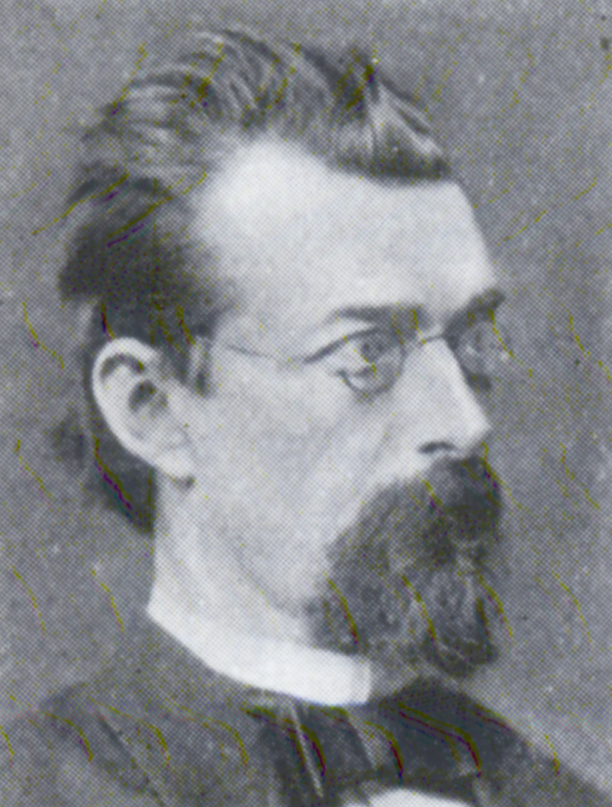
Friedrich Grelle

Friedrich Heinrich Grelle (* 23. Juli 1835 in Bremen; † 27. November 1878 in Hannover) war ein deutscher Mathematiker. 

## Leben
Grelle studierte Mathematik an der Universität Göttingen und war dort Mitglied des Corps Bremensia. 1857 wurde er Repetent der Mathematik und 1858 Lehrer der reinen Mathematik an der Polytechnischen Schule in Hannover mit den Lehrgebieten Elementargeometrie, elementare Arithmetik und höhere Mathematik. Im März 1858 promovierte er in Göttingen zum Dr. phil. 1868 erhielt er das Prädikat Professor. Nebenamtlich war er von 1876 bis 1878 mathematischer Direktor des von ihm mitgegründeten Preußischen Beamtenvereins in Hannover.

## Werke
- Analytische Geometrie der Ebene (Hannover 1861)
- Prinzipien der Arithmetik (Hannover 1863)
- Höhere Mathematik (Hannover 1868/69)
- Höhere Mathemathik II (Hannover 1872–1874)